# ۲۲۰ سنترال پارک ساوت

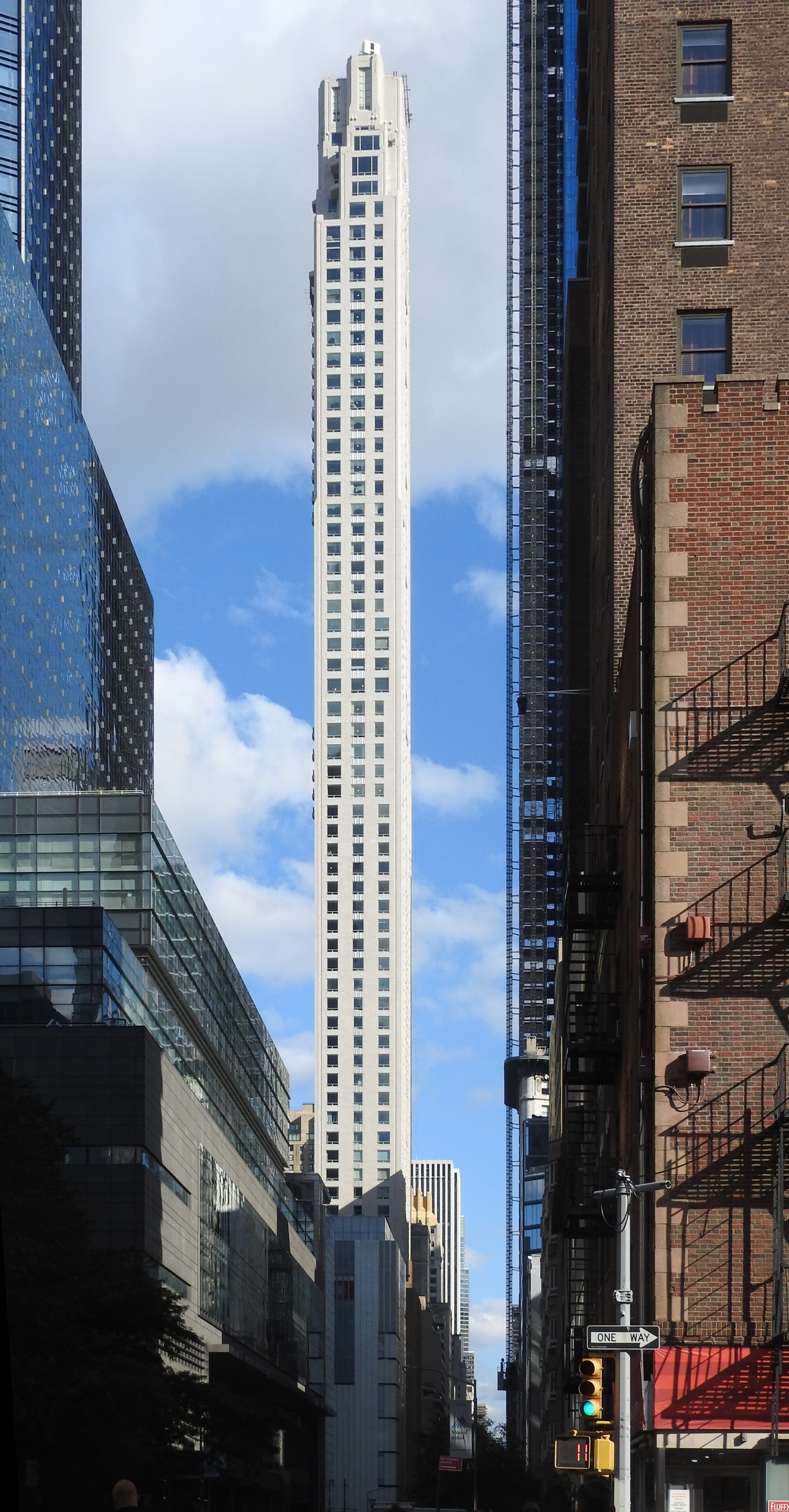
۲۲۰ سنترال پارک ساوت

۲۲۰ سنترال پارک ساوت یک آسمان‌خراش واقع در ایالات متحده آمریکا می‌باشد، که پروژه ساخت آن در سال ۲۰۱۶ به پایان رسید. تعداد طبقاتش ۶۶ است.